# Малько, Дмитрий Иванович
Дмитрий Иванович Малько (11 сентября 1916, Александровск, Российская Империя — 26 ноября 1997, Минск, Республика Беларусь) — советский военный, танкист, автор книг.

## Биография
Д. И. Малько родился в 1916 году в Александровске (ныне Запорожье, Украина). В 1938 году ушел добровольцем сражаться с франкистами в Испании, а в 1939 — с японцами в жесточайшем сражении на реке Халхин-Гол. Малько принимал участие в походе за освобождение Западной Белоруссии, а также в Советско-Финской Войне. Воевал в Великую Отечественную с первых дней. Дмитрий Иванович принимал участие в боях в Белоруссии, под Москвой и Сталинградом, победу встретил в Восточной Пруссии в звании старшего лейтенанта, заместителем командира танковой роты.
В 1986 году его мемуары под названием «За рычагами танка» были опубликованы в издании «На земле, в небесах и на море» с другими мемуарами военных офицеров различных родов войск.
По его утверждению, на Т-28, находившемся на хранении после капитального ремонта, 3 июля 1941 года совершил героический рейд, будучи механиком-водителем, по оккупированному несколько дней назад немцами Минску. Всего за время рейда одинокого Т-28 по Минску танкисты расстреляли и раздавили танком немало немецких солдат, уничтожили грузовики с боеприпасами и цистерны с топливом. Это попытка вырваться была безуспешна — на окраине города танк подбили. Раненый Малько чудом выжил.
Воспользовавшись помощью местных жителей, Малько выбрался из города и смог пересечь линию фронта. После войны работал на Минском моторном заводе.

Д. Малько не помнил фамилий того своего экипажа. Фамилия майора и на настоящий момент установлена как предположительно — Васечкин. Имя — не известно. Фамилии курсантов удалось установить много позже после войны по свидетельским показаниям одного из них — того самого Николая Педана, которому по словам Малько первому пришла мысль предпринять глубокий рейд в тыл противника. Он был взят в плен тогда же и только в 45-м освобождён из лагеря. Он выжил. И в 64-м они встретились с Малько, который с самого момента выхода к своим пытался установить адреса проживания хотя бы родных или близких того майора и четверых курсантов.

Известно ещё об одном из танкистов: Фёдор Наумов. Он также тогда был укрыт местными жителями, переправлен к партизанам и в 43-м году после ранения в партизанском отряде был вывезен самолётом в тыл. Благодаря как раз ему и стало известно место захоронения майора и имена двух других курсантов, погибших тогда же. Убитых майора и двух курсантов похоронила местная жительница Любовь Киреева.— Дмитрий Малько и Т-28
.
Существует мнение, что история про рейд «огненного Т-28» является выдумкой Малько. Это мнение основано на задокументированном прорыве двух Т-34, один из которых был подбит только у штаба 20-й танковой дивизии, при этом командир дивизии получил ранение. Подбитый Т-34 несколько лет стоял на улице Минска, став настоящей легендой для жителей города. Мнение это, однако, весьма спорно, поскольку объединяет два произошедших на несколько дней раньше рейда факта обнаружения тыловыми частями Вермахта танков Т-34 в один эпизод и противопоставляет их рассказу Малько. Вместе с тем, уже после войны, сам Малько предпринял значительные усилия для розыска своих товарищей по рейду, их места захоронения, а также остатков танка, что было бы явно ненужным для него, если бы история про рейд являлась вымыслом.

## Публикации
- На земле, в небесах и на море. (Вып. 8). — М.: Воениздат, 1986. — 398 с., ил. — (Рассказывают фронтовики). Тираж 65 000 экз. (Д. И. Малько. За рычагами танка)[1]